# Summer World University Games 2025/Teilnehmer (Slowenien)
| Gelbes Symbol für Goldmedaillen mit stilisierten Olympischen Ringen | Graues Symbol für Silbermedaillen mit stilisierten Olympischen Ringen | Braundes Symbol für Bronzemedaillen mit stilisierten Olympischen Ringen |
| ------------------------------------------------------------------- | --------------------------------------------------------------------- | ----------------------------------------------------------------------- |
| 1                                                                   | —                                                                     | —                                                                       |

Slowenien nahm an den Summer World University Games 2025 vom 16. bis zum 27. Juli mit 58 Athleten (32 Männer und 26 Frauen) teil.

## Medaillen

### Medaillenspiegel
| Rang   | Sportart       | Gold | Silber | Bronze | Gesamt |
| ------ | -------------- | ---- | ------ | ------ | ------ |
| 1      | Leichtathletik | 1    | –      | –      | 1      |
| Gesamt | Gesamt         | 1    | 0      | 0      | 1      |

### Medaillengewinner
| Name/n      | Sportart       | Wettkampf |
| ----------- | -------------- | --------- |
| Gold        |                |           |
| Klara Lukan | Leichtathletik | 10.000 m  |

## Teilnehmer nach Sportarten

### Badminton
| Männer - Gregor Alič | Frauen - Špela Alič |

### Bogenschießen
| Männer - Martin Mihevc - Andraž Samec - Aljaž Brenk | Frauen - Žana Pintarič - Sara Smajić |

### Fechten
| Männer - Lars Ponikvar - Timon Grubar - Luka Mlakar - Luka Kreiziger | Frauen - Ela Simčič - Francesca Parmesani - Eli Mlekuž |

### Judo
| Männer - Marko Vrhovnik - Gabriel Zadravec - Anej Dukarič - Nace Pečnik - Gal Bertalanič Žižek | Frauen - Urška Bernard - Nuša Perovnik - Staša Kolar |

### Leichtathletik
| Männer - Anže Verbovšek - Filip Jakob Demšar - Anže Svit Požgaj - Jurij Beber - Maj Janža - Vid Botolin - Matija Rizmal - Rok Markelj - Jan Vuković | Frauen - Liza Šajn - Klara Lukan - Loti Rotar - Lea Haler - Sara Mia Belič - Hana Grobovšek - Veronika Sadek - Petja Klojčnik - Ela Velepec - Urša Matotek - Barbara Štuhec |

### Schwimmen
| Männer - Primož Šenica Pavletič - Jaka Pušnik - Jas Berložnik - Erik Hrovat - Arne Furlan Štular - Gašper Pevec | Frauen - Tia Primc - Sara Mihalič |

### Taekwondo
| Frauen - Lorena Zabukovec - Nuša Urnaut |

### Turnen

#### Gerätturnen
| Männer - Beno Kunst - Gregor Turk - Nikolaj Božič - Gregor Rakovič | Frauen - Meta Kunaver - Sergeja Mlakar |